# Champigny-sous-Varennes
 Champigny-sous-Varennes  es una población y comuna francesa, en la región de Champaña-Ardenas y el departamento de Alto Marne.

## Demografía
| 156 | 138 | 123 | 120 | 131 | 103 | 117 | 131 |
| Para los censos de 1962 a 1999 la población legal corresponde a la población sin duplicidades (Fuente: INSEE [Consultar]) |     |     |     |     |     |     |     |